# Street Corner Style
Street Corner Style publicado en mayo de 2010, es el álbum debut del grupo español de Doo wop The Earth Angels. Si bien se trata del primer LP del grupo, cuentan con una grabación anterior llamada Doo Wopin' Around The World, consistente en una recopilación de temas de éxito con algunas de las bandas contemporáneas del doo wop, como Tennessee y The Roomates entre otros.
El disco, se convirtió junto a sus miembros en el grupo premier del Today's Doo wop Masters Series de la compañía discográfica australiana Rare Rockin' Records. Fue promocionado y producido por el disc jockey Joe Conroy de la emisora de radio estadounidense Doo Wop Café, el cual los descubrió en 2008 en la página internauta YouTube, en un vídeo donde interpretaban una versión del popular éxito del grupo The Capris My Island In The Sun.

## Estilo
Al más puritano estilo de las calles, combina las melodías y temas de algunas de las rarezas del doo wop de los grupos estadounidenses de los 50; The Decoys, The Volumes y The Chantels entre otros. Se presenta con un ligero fondo musical pero permaneciendo fiel a las raíces del género. Los valores de producción y el sentimiento evocan los años 60 del Bronx y de Queens. El acompañamiento musical es limpio y preciso, con suficientes interjecciones y anotaciones que cuentan la historia del grupo y de su música.

## Lista de canciones del álbum
| N.º | Título                     | Escritor(es)                               | Duración |  |
| 1.  | «Tomorrow»                 | The Decoys                                 | 3:03     |  |
| 2.  | «I Love You»               | The Volumes                                | 2:47     |  |
| 3.  | «So Real»                  | The Chantels                               | 2:46     |  |
| 4.  | «Weakness»                 | Jordi Majó                                 | 2:17     |  |
| 5.  | «Chance»                   | Rollins & Trailor The Sierras              | 2:54     |  |
| 6.  | «In My Heart»              | C. Johnson & C. Smith The Timetones        | 2:54     |  |
| 7.  | «My Island in the sun»     | The Capris                                 | 2:36     |  |
| 8.  | «This is the night»        | The Valiants                               | 2:54     |  |
| 9.  | «Nothing can go wrong»     | The Domineers                              | 2:15     |  |
| 10. | «Come home»                | A. Browne & E. Moore Eddie & The Starlites | 2:43     |  |
| 11. | «Lift up your head»        | A. Gourdine The Chesters                   | 2:24     |  |
| 12. | «It's going to be alright» | Rose The Decoys                            | 1:49     |  |
| 13. | «Don't wanna grow up»      | Tom Waits                                  | 2:28     |  |
| 14. | «Look into the sky»        | J. Strong The Lytations                    | 2:31     |  |
| 15. | «Bad girl»                 | W. Robinson & B. Grady The Miracles        | 2:59     |  |
| 16. | «Just one more chance»     | S. Coslow & A. Johnston The Demensions     | 2:09     |  |
| 17. | «Weakness Acappella»       | Jordi Majó                                 | 2:16     |  |